# لوییس آنتونیو مورنو
لوییس آنتونیو مورنو (اسپانیایی: Luis Antonio Moreno‎؛ زادهٔ ۲۵ دسامبر ۱۹۷۰) یک بازیکن فوتبال اهل کلمبیا است.